# Предварительный подъём зеркала
Предвари́тельный подъём зе́ркала (иначе — блокировка зеркала, фиксация зеркала, предподъём зеркала, MLU — англ. Mirror lock-up) — механизм, применяемый в однообъективных зеркальных фотоаппаратах для использования широкоугольных объективов с коротким задним отрезком, а также для уменьшения вибраций от движения зеркала в момент срабатывания затвора. В некоторых фотоаппаратах фиксация зеркала применялась для повышения скорости протяжки моторного привода.

## Историческая справка
Одним из главных недостатков однообъективных зеркальных фотоаппаратов считалась невозможность использования широкоугольной оптики, так как позади объектива расположено движущееся зеркало, ограничивающее минимальный задний отрезок. Устранение проблемы возможно двумя путями: использованием специальной конструкции объективов с удлинённым задним отрезком, или выключением механизма зеркала для возможности установки оптики, глубоко входящей в корпус камеры. 
Ретрофокусные объективы, с фокусными расстояниями, значительно меньшими чем их задний отрезок, впервые появились в 1950 году, но широкое распространение таких оптических схем произошло значительно позднее. Поэтому, первая широкоугольная оптика для зеркальных камер требовала предварительной фиксации зеркала. Впервые эта технология использована в фотоаппарате Nikon F, в том числе для сверхширокоугольных объективов типа «рыбий глаз». Подобное решение встречалось до конца 1960-х годов, например в фотоаппаратах «Leicaflex». Для кадрирования такие объективы комплектовались приставным телескопическим видоискателем, а точность фокусировки по шкалам для короткофокусной оптики считалась достаточной. 
Предварительный подъём зеркала заключается в полном отключении его механизма и постоянной фиксации в поднятом положении, для любого количества снятых кадров. До широкого распространения ретрофокусных конструкций широкоугольной оптики фотоаппараты, лишённые функции фиксации зеркала, были ограничены в выборе объективов. Например, доступный диапазон фокусных расстояний оптики для фотоаппаратов Canonflex был ограничен 35 миллиметрами, проигрывая конкурентам. Отдельные виды работ, например репродукционные, вообще не требуют постоянного визирования, и отключение механизма зеркала снижает его износ.
Дальнейшее развитие оптических систем ретрофокусных объективов с удлинённым задним отрезком сделало ненужной полную фиксацию зеркала. Фотоаппараты полупрофессионального уровня (например, Nikon FM) начали оснащаться механизмом автоспуска, осуществлявшим предварительный подъём зеркала в начале работы, со спуском затвора после задержки через 10—15 секунд. Такой режим не считается полноценным, исключая совместимость с ранними сверхширокоугольными объективами, но полностью изолирует камеру от вибраций зеркала. Современные конструкции, основанные на подъёме зеркала электромагнитом, не позволяют реализовать его длительную фиксацию, требующую сложных пружинных механизмов. Поэтому большинство современных цифровых фотоаппаратов работают в упрощённом однокадровом режиме предварительного подъёма с задержкой срабатывания затвора. После съёмки каждого кадра зеркало возвращается в положение визирования, и перед следующей экспозицией предварительный подъём осуществляется снова. При этом, как правило, серийная съёмка невозможна и взвод затвора автоматически переводится в покадровый режим. В профессиональных фотоаппаратах, например, Canon EOS 1D Mark IV, кроме покадровой фиксации предусмотрен дополнительный режим длительного подъёма зеркала, когда возможна съёмка серии снимков.

## Использование
В настоящее время предварительный подъём зеркала, реализованный в большинстве зеркальных фотоаппаратов профессионального и полупрофессионального уровня, используется при съёмке длиннофокусной оптикой с относительно длинными выдержками, а также при макросъёмке, астрофотографии и в других специальных случаях. Вибрации от подъёма зеркала значительно сильней, чем от срабатывания самого затвора, и отключение зеркала позволяет повысить резкость фотографий.
Включение предварительного подъёма зеркала в большинстве случаев осуществляется через меню пользовательских функций, как отдельный режим автоспуска. В некоторых фотоаппаратах предварительный подъём осуществляется первым нажатием спусковой кнопки, а спуск затвора — вторым. При наличии режима длительной фиксации на несколько кадров, опускание зеркала производится дополнительной кнопкой, чаще всего установки параметров «Set».
Так как после подъёма зеркала видоискатель неработоспособен, необходима установка камеры на штатив, исключающая изменение кадрировки после подъёма зеркала. Современные цифровые зеркальные фотокамеры оснащаются режимом LiveView, который характеризуется визированием через электронный видоискатель при поднятом зеркале. В ряде случаев это режим может заменить  предварительное поднятие зеркала.